# Elecciones al Parlamento Europeo de 1999 (Bélgica)
En las elecciones al Parlamento Europeo de 1999 en Bélgica, celebradas en junio, se escogió a los 25 representantes de dicho país para la quinta legislatura del Parlamento Europeo.

## Resultados
| Datos de participación | Datos de participación | Datos de participación |
| ---------------------- | ---------------------- | ---------------------- |
| Censo electoral        | 7.343.466              | 100%                   |
| Votantes               | 6.686.222              | 91,0                   |
| Abstención             | 657.244                | 9,0                    |
| A candidatura          | 6.223.232              |                        |

| ← Elecciones al Parlamento Europeo de 1999 →                                 |         |       |         |
| Partido                                                                      | Votos   | %     | Escaños |
| Liberales y Demócratas Flamencos (VLD)                                       | 847.099 | 13,61 | 3       |
| Partido Popular Cristiano (CVP)                                              | 839.720 | 13,49 | 3       |
| Partido Reformista Liberal - Frente Democrático de los Francófonos (PRL-FDF) | 631.679 | 10,15 | 3       |
| Partido Socialista (francófono) (PS)                                         | 600.782 | 9,65  | 3       |
| Vlaams Blok (VB)                                                             | 584.392 | 9,39  | 2       |
| Partido Socialista (neerlandófono) (SP)                                      | 550.237 | 8,84  | 2       |
| Ecologistas Confederados (ECOLO)                                             | 531.592 | 8,54  | 3       |
| Unión Popular (VU)                                                           | 471.238 | 7,57  | 2       |
| Anders Gaan Leven (AGALEV)                                                   | 464.042 | 7,46  | 2       |
| Partido Social Cristiano (PSC)                                               | 321.458 | 5,17  | 2       |
| Vivant (VIVANT)                                                              | 123.438 | 1,98  | 0       |
| Frente Nacional (FN)                                                         | 94.848  | 1,52  | 0       |
| Debout (DEBOUT)                                                              | 46.088  | 0,74  | 0       |
| Partij voor Nieuwe Politiek België (PNPB)                                    | 27.553  | 0,44  | 0       |
| Partido Comunista (PC)                                                       | 25.539  | 0,41  | 0       |
| Frente Nuevo Bélgica (FNB)                                                   | 24.792  | 0,40  | 0       |
| Partido del Trabajo de Bélgica (Flandes) (PVDA)                              | 22.038  | 0,35  | 0       |
| Demócratas Social-Liberales (SOLIDE)                                         | 9.528   | 0,15  | 0       |
| Partido de los Belgas Germanófonos (PDB)                                     | 3.661   | 0,06  | 0       |
| Partido Comunitario Nacional Europeo (PCN)                                   | 2.720   | 0,04  | 0       |
| Juropa (JUROPA)                                                              | 788     | 0,01  | 0       |